# Aleurocyperus humus
Aleurocyperus humus es un hemíptero de la familia Aleyrodidae, subfamilia Aleyrodinae.
Aleurocyperus humus fue descrita científicamente por primera vez por Ko & Dubey en 2007.